# Jana Van Lent
Jana Van Lent (22 april 2001) is een Belgische atlete, die gespecialiseerd is in de lange afstand en het veldlopen. Ze werd driemaal Belgisch kampioene.

## Loopbaan
In 2022 nam Van Lent deel een de Europese kampioenschappen veldlopen U23. Ze werd 41e.
Van Lent werd in 2023 voor het eerst Belgisch kampioene op de 10.000 m. Ze verbeterde daarbij haar persoonlijk record met bijna 40 seconden en plaatste zich met deze prestatie voor de Europese kampioenschappen U23 in Espoo. Op deze Europese kampioenschappen werd ze twaalfde in de rechtstreekse finale.
In 2024 nam Van Lent op de 10.000 m deel aan de Europese kampioenschappen in Rome. Ze werd elfde in de rechtstreekse finale.  Ze werd eind dat jaar ook Belgisch kampioene veldlopen. Door die zege was ze geselecteerd voor de Europese kampioenschappen veldlopen in Antalya. Ze werd individueel vijfde en met de Belgische ploeg derde in het landenklassement.
In april 2025 was ze met een tijd van 52.18 de snelste vrouw bij de Antwerp 10 Miles.. Een maand later verbeterde ze tijdens het interclubkampioenschap het Belgisch record op de 5000 m van Almensh Belete naar 15.02,75. In juli van dat jaar werd ze de eerste Belgische die de 5000 m aflegde in minder dan 15 minuten. In Karlstad won ze de Folksam Grand Prix in 14.58,68.
Van Lent was in haar jeugdjaren aangesloten bij Atletiekclub Sparta Bornem. Daarna ging ze over naar Volharding Beveren. Toen ze in Brussel ging studeren werd ze lid van Excelsior Sports Club.

## Belgische kampioenschappen
| Onderdeel | Jaar       |
| --------- | ---------- |
| 10.000 m  | 2023, 2025 |
| veldlopen | 2024       |

## Persoonlijke records
Outdoor
| Onderdeel | Prestatie     | Datum        | Plaats  |
| --------- | ------------- | ------------ | ------- |
| 3000 m    | 9.07,96       | 18 mei 2025  | Brussel |
| 5000 m    | 14.42,93 (NR) | 19 juli 2025 | Londen  |
| 10.000 m  | 31.14,22      | 9 juni 2025  | Duffel  |

Indoor
| Onderdeel | Prestatie | Datum           | Plaats   |
| --------- | --------- | --------------- | -------- |
| 3000 m    | 9.01,34   | 29 januari 2025 | Belgrado |

Weg
| Onderdeel | Prestatie     | Datum            | Plaats    |
| --------- | ------------- | ---------------- | --------- |
| 5 km      | 15.24         | 31 december 2024 | Barcelona |
| 10 km     | 31.16 (ex-NR) | 23 februari 2025 | Cannes    |

## Palmares

### 5000 m
- 2025:  Belgisch interclubkampioenschap – 15.02,75 (NR)
- 2025:  EK voor landenteams (2e div.) in Maribor - 15.37,51
- 2025:  Folksam Grand Prix – 14.58,68 (NR)

Diamond League-resultaten
- 2025: 14e London Athletics Meet - 14.42,93 (NR)

### 10.000 m
- 2023:  BK AC in Huizingen – 34.14,95
- 2023: 12e EK U23 in Espoo – 35.28,42
- 2024: 11e EK in Rome – 32.35,23
- 2025:  European Cup 10.000 m in Pacé – 31.32,28
- 2025:  BK AC in Duffel – 31.14,22

### 10 km
- 2025: 5e EK in Leuven – 31.32

### 10 mijl
- 2025:  Antwerp 10 Miles  – 52.12

### veldlopen
- 2022: 41e EK U23 in Piemonte-La Mandria Park
- 2024:  Crosscup
- 2024:  BK AC in Hulshout
- 2024: 5e EK in Antalya
- 2024:  landenklassement EK in Antalya